# Halina Wanda Zach-Wogeck
Halina Wanda Zach-Wogeck (ur. 2 kwietnia 1926 w Łomży, zm. 1 października 2013 w Dessau) – polska stomatolog, autorka zachowanego pamiętnika czasów okupacji niemieckiej prowadzonego w latach 1940–1943 opisującego II wojnę światową z perspektywy młodej dziewczyny.

## Życiorys
Urodzona 2 kwietnia 1926 roku w Łomży, dzieciństwo spędziła w tym mieście. Od małego uczyła się języka niemieckiego od guwernantki, która zaszczepiła jej miłość do niemieckiej kultury i sztuki. Po awanturze w szkole podstawowej, z której została relegowana, przeniosła się z rodzicami i młodszym bratem Karolem zwanym Lolkiem do Warszawy. Rodzina zamieszkała w mieszkaniu kamienicy na rogu Koszykowej i Lwowskiej.
W czasie okupacji Halina Zach uczęszczała do szkoły handlowej i jednocześnie na tajne komplety w Gimnazjum, a następnie Liceum im. Narcyzy Żmichowskiej. Początkowo wybrała profil matematyczno-fizyczny, a następnie przeniosła się do klasy humanistycznej. Uczyła się również prywatnie języka niemieckiego i gry na pianinie. Bardzo interesowała ją kultura i literatura niemiecka. W niedzielę, 19 maja 1940 roku, zaczęła pisać tajny pamiętnik, odnaleziony współcześnie w stołecznym antykwariacie przez varsavianistę i historyka Krzysztofa Jaszczyńskiego. Fragmenty dziennika pisane były w języku niemieckim, żeby uniemożliwić rodzicom dziewczyny odkrycie i zrozumienie ich treści.
Hanka odbyła praktykę w gabinecie lekarsko-dentystycznym Zofii Wejroch, żony brata jej matki, lekarza Kazimierza Wejrocha. Od września 1941 roku uczęszczała do Obowiązkowej Szkoły Zawodowej nr VI na ulicy Chmielnej 10. W 1942 roku podczas wakacji w Królowej Woli została zatrzymana przez niemieckich żołnierzy, którzy uznali ją za szpiega i przekazali gestapo w Tomaszowie Mazowieckim. Spędziła tydzień w piwnicy dawnego Domu Pracy Obywatelskiej Kobiet na ulicy Zapiecek 4/6, zajętego na siedzibę gestapo. Po tym czasie rodzicom udało się ją wykupić.
20 czerwca 1943 roku zdała maturę. Ostatni zapis w jej pamiętniku nosi datę 21 września 1943 roku. Nie brała udziału w Powstaniu Warszawskim – zabroniła jej tego matka. Po upadku Powstania trafiła wraz z rodziną do obozu przejściowego w Pruszkowie. Po wojnie ukończyła studia stomatologiczne na Akademii Medycznej w Łodzi. Wyszła za mąż za Władysława Młochowskiego, urodziła córkę Iwonę. Przez lata prowadziła gabinet stomatologiczny na Koszykowej w Warszawie. W latach sześćdziesiątych wyjechała na kontrakt do NRD jako dentystka. Tam powtórnie wyszła za mąż za Kurta Wogecka. W Niemczech mieszkała aż do śmierci – zmarła w Dessau 1 października 2013 roku.

### Upamiętnienie
Reżyser filmowy Krzysztof Lang i varsavianista i historyk Krzysztof Jaszczyński odkryli autorkę dziennika, poszukując dziewczyny wśród dawnych mieszkańców kamienicy. Byli inicjatorami pomysłu wystawienia monodramu na motywach pamiętnika Hanki Zach. Przedstawienie pod tytułem „Porozmawiajmy po niemiecku” w reżyserii Łukasza Kosa miało premierę w maju 2015 roku w warszawskim Teatrze Polonia prowadzonym przez Fundację Krystyny Jandy na rzecz Kultury. W rolę Hanki wciela się Zofia Wichłacz. Powstał również film dokumentalny o bohaterce w reżyserii Krzysztofa Langa.
31 sierpnia 2016 roku wydawnictwo Poradnia K wydało dziennik Hanki Zach pod tytułem „Mój wróg, moja miłość. Pamiętnik dziewczyny z okupowanej Warszawy”.